# Robson Dias
Pour les articles homonymes, voir Dias.
Ribeiro Dias est un nom portugais ; le premier nom de famille (d'usage facultatif) est Ribeiro et le second est Dias.
Robson Carlos Ribeiro Dias (né le 14 septembre 1983 à Pariquera-Açu) est un coureur cycliste brésilien.

## Palmarès sur route

### Par année
- 2002
  - 6e étape du Tour de Santa Catarina
- 2007
  - 2e de la Prova Ciclística 9 de Julho
- 2008
  - Volta Inconfidencia Mineira

### Classements mondiaux
| Année            | 2007 | 2008 | 2009 | 2010 | 2011 | 2012 | 2013 | 2014 | 2015 |
| ---------------- | ---- | ---- | ---- | ---- | ---- | ---- | ---- | ---- | ---- |
| UCI America Tour | 58e  |      |      |      |      |      |      |      | 336e |

## Palmarès sur piste

### Championnats du Brésil
- 2014
  -  Champion du Brésil de scratch